# Vanderlei Luxemburgo
Vanderlei Luxemburgo da Silva, bekannt auch als Wanderley Luxemburgo, denn er verwendet beide Schreibweisen, (* 10. Mai 1952 in Nova Iguaçu) ist ein brasilianischer Fußballtrainer. Als Spieler hatte er in den 1970er Jahren Erfolge mit dem CR Flamengo in Rio de Janeiro. Ab den 1980er Jahren wurde er zum bislang erfolgreichsten Trainer der brasilianischen Fußballgeschichte. Er gewann fünfmal die nationale Meisterschaft mit vier verschiedenen Vereinen. Zudem gewann er zwölf Staatsmeisterschaften. Außerdem war Vanderlei Luxemburgo von 1998 bis 2000 Cheftrainer der brasilianischen Nationalmannschaft.

## Karriere

### Spieler
Der im industriellen Nova Iguaçu nordwestlich von Rio de Janeiro geborene Luxemburgo begann mit dem Fußball Ende der 1960er Jahre in der Staatshauptstadt in der Jugend von Botafogo FR und gewann dort von 1968 bis 1970 drei Staatsmeisterschaften in Serie in seiner Altersgruppe.
1971 kam der noch 18-jährige Linksaußen zum großen Ortsrivalen CR Flamengo, bei dem er sich bald als Stammspieler integrierte. Anfangs wurde er zusätzlich in der Jugend eingesetzt und gewann 1971 und 1972 die Staatsmeisterschaften. Mit der Jugendnationalmannschaft gewann er 1973 und 1974 das Juniorenturnier im südfranzösischen Cannes und fungierte als Spielführer. Mit der ersten Mannschaft Flamengos gewann er 1972, 1974 und 1978 die Staatsmeisterschaften und 1972 das Torneio do Povo. Ab 1974 hatte er bei Flamengo mit dem später 70-fachen Nationalspieler Júnior starke Konkurrenz auf seiner Position.
Nach der Meisterschaft von 1978 wechselte er zum SC Internacional in Porto Alegre, für den er aber kaum zum Einsatz kam. 1980 beendete er wiederum bei Botafogo seine Spielerlaufbahn.

### Trainer
Als Trainer der brasilianischen Fußballnationalmannschaft von 1998 bis 2000 begann Luxemburgo verheißungsvoll mit dem Gewinn der Copa América 1999. Danach häuften sich die Misserfolge. Binnen eines Monats verlor Brasilien in der Qualifikation für die Fußball-Weltmeisterschaft 2002 gegen Paraguay (1:2) und gegen Chile (0:3), die zweite und die dritte brasilianische Niederlage in Qualifikationsspielen überhaupt. Als Brasilien wiederum einen Monat später im Viertelfinale des olympischen Fußballturniers 2000 gegen Kamerun ausschied, wurde er entlassen. Luxemburgos Amtszeit als Trainer gilt in Brasilien als die ruhmloseste in der jüngeren Geschichte der Fußballnationalmannschaft. Die brasilianische Presse warf ihm Wankelhaftigkeit vor, da er in 34 Spielen der Nationalmannschaft 91 verschiedene Spieler einsetzte.
Erfolgreicher war Luxemburgo als Vereinstrainer. Vom 30. Dezember 2004 bis zum 4. Dezember 2005 trainierte er Real Madrid. Vor seinem Wechsel nach Madrid war Luxemburgo beim Pelé-Club FC Santos als Trainer tätig. Mit Santos hatte er ebenso die brasilianische Landesmeisterschaft gewonnen, wie zuvor schon mit drei anderen Vereinen, was nach wie vor Rekord in Brasilien ist.
In der Saison 2013 trainierte er den Fluminense FC, bis er im Abstiegskampf fünf Spieltage vor Saisonende entlassen wurde. Es wäre ein Novum in der Geschichte des brasilianischen Fußballs gewesen, wäre der Vorjahresmeister abgestiegen. Unter seinem Nachfolger Cristóvão Borges beendete der Verein die Saison auf einem Abstiegsplatz, hielt jedoch aufgrund einer umstrittenen Entscheidung des Sportgerichts doch noch die Klasse.
Nach einer einjährigen Pause übernahm Luxemburgo im Mai 2019 den Série A Klub CR Vasco da Gama. Am Ende der Meisterschaft 2019 verließ er Vasco wieder. Danach unterzeichnete für 2020 bis 2021 zum fünften Mal einen Vertrag bei der SE Palmeiras. Am 14. Oktober 2020 entließ der Klub Luxemburgo vorzeitig. Der Klub lag zu dem Zeitpunkt der Série A 2020 am 16. Spieltag auf Platz sieben. Im Oktober 2021 übernahm Luxemburgo wieder Vasco. Er löste den Portugiesen Ricardo Sá Pinto ab, welcher Vasco selbst erst in der laufenden Saison übernommen hatte. Nachdem auch er den Abstieg in die Série B nicht verhindern konnte, wurde am Saisonende wieder entlassen.
Anfang August 2021 gab Cruzeiro zum dritten Mal die Verpflichtung des mittlerweile 69-jährigen bekannt. Der Kontrakt erhielt eine Laufzeit bis Ende 2022. Er wurde aber bereits nach Beendigung der Série B 2021 im Dezember wieder entlassen.
Erst Anfang Mai 2023 erhielt er eine neue Anstellung. Luxemburgo unterzeichnete zum dritten Mal bei Corinthians. Hier war Trainer Alexi Stival nach massiven Protesten, aufgrund einer ehemaligen Verurteilung wegen Vergewaltigung nach dem ersten Spieltag der Série A 2023 zurückgetreten. Nach Beendigung der Meisterschaft im Dezember beendete er hier seine Tätigkeit.

## Erfolge

### Spieler
- Staatsmeisterschaft von Rio de Janeiro: 1972, 1974, 1978

### Trainer
Nationalmannschaft
- Copa América: 1999

Vereine
- Campeonato Brasileiro de Futebol – Série B: 1989 mit Bragantino
- Meister von Brasilien:
  - mit Palmeiras: 1993, 1994
  - mit Corinthians: 1998
  - mit Cruzeiro: 2003
  - mit Santos: 2004
- Pokal von Brasilien: 2003 mit Cruzeiro
- Torneio Rio-São Paulo: 1993, 1997
- Staatsmeisterschaft von São Paulo: (8×) 1990, 1993, 1994, 1996, 2001, 2006, 2007, 2008
- Staatsmeisterschaft von Rio de Janeiro: 1991
- Staatsmeisterschaft von Minas Gerais: 2003 mit Cruzeiro, 2010 mit Atlético Mineiro
- Staatsmeisterschaft von Espírito Santo: 1983
- Staatsmeisterschaft von Pernambuco: 2017 mit Sport Recife